# جين غينز
جين غينز (بالإنجليزية: Gene Gaines)‏ هو لاعب كرة قدم كندية أمريكي، ولد في 26 يونيو 1938 في لوس أنجلوس في الولايات المتحدة.